# Elatria
Elatria – kolonia Elidy nad Morzem Jońskim. Z powodu dominacji w regionie kolonii Koryntu nie odgrywała większej roli handlowej.